# Indian Bay Brook
Indian Bay Brook är ett vattendrag i Kanada.   Det ligger i provinsen Newfoundland och Labrador, i den östra delen av landet, 1 700 km öster om huvudstaden Ottawa.
I omgivningarna runt Indian Bay Brook växer i huvudsak blandskog. Trakten runt Indian Bay Brook är nära nog obefolkad, med mindre än två invånare per kvadratkilometer.